# Phoenix Suns 1994-1995
La stagione 1994-95 dei Phoenix Suns fu la 27ª nella NBA per la franchigia.
I Phoenix Suns vinsero la Pacific Division della Western Conference con un record di 59-23. Nei play-off vinsero il primo turno con i Portland Trail Blazers (3-0), perdendo poi la semifinale di conference con gli Houston Rockets (4-3).

## Roster
| N° | Naz.                   | Ruolo | Sportivo        | Anno | Alt. | Peso |
| -- | ---------------------- | ----- | --------------- | ---- | ---- | ---- |
| 2  | Stati Uniti (bandiera) | AC    | Elliot Perry    | 1969 | 183  | 68   |
| 4  | Stati Uniti (bandiera) | A     | Aaron Swinson   | 1971 | 196  | 104  |
| 7  | Stati Uniti (bandiera) | G     | Kevin Johnson   | 1966 | 185  | 82   |
| 8  | Stati Uniti (bandiera) | G     | Trevor Ruffin   | 1970 | 185  | 84   |
| 9  | Stati Uniti (bandiera) | GA    | Dan Majerle     | 1965 | 198  | 98   |
| 11 | Stati Uniti (bandiera) | G     | Wesley Person   | 1971 | 198  | 88   |
| 12 | Stati Uniti (bandiera) | A     | Richard Dumas   | 1969 | 201  | 91   |
| 15 | Stati Uniti (bandiera) | AC    | Danny Manning   | 1966 | 208  | 104  |
| 21 | Stati Uniti (bandiera) | GA    | Antonio Lang    | 1972 | 203  | 93   |
| 22 | Stati Uniti (bandiera) | G     | Danny Ainge     | 1959 | 193  | 79   |
| 23 | Stati Uniti (bandiera) | AC    | Wayman Tisdale  | 1964 | 206  | 109  |
| 24 | Stati Uniti (bandiera) | C     | Danny Schayes   | 1959 | 211  | 107  |
| 34 | Stati Uniti (bandiera) | A     | Charles Barkley | 1963 | 198  | 114  |
| 35 | Stati Uniti (bandiera) | C     | Joe Kleine      | 1962 | 211  | 116  |
| 45 | Stati Uniti (bandiera) | AC    | A.C. Green      | 1963 | 206  | 100  |

## Staff tecnico
- Allenatore: Paul Westphal
- Vice-allenatori: Lionel Hollins, Scotty Robertson
- Preparatore atletico: Joe Proski
- Assistente preparatore: Aaron Nelson
- Preparatore fisico: Robin Pound